# اسکات رندل
اسکات رندل (انگلیسی: Scott Rendell؛ زادهٔ ۲۱ اکتبر ۱۹۸۶) بازیکن فوتبال اهل بریتانیا است.
از باشگاه‌هایی که در آن بازی کرده است می‌توان به باشگاه فوتبال کمبریج یونایتد، باشگاه فوتبال فارست گرین راورز، باشگاه فوتبال وایکام واندررز، باشگاه فوتبال یئوویل تاون، باشگاه فوتبال ووکینگ، باشگاه فوتبال آکسفورد یونایتد، باشگاه فوتبال ردینگ، باشگاه فوتبال کراولی تاون، باشگاه فوتبال تورکی یونایتد، باشگاه فوتبال لوتون تاون، باشگاه فوتبال آلدرشات تاون، باشگاه فوتبال پیتربورو یونایتد، و باشگاه فوتبال بریستول راورز اشاره کرد.